# Shark Boy
Dean Roll(Austin, 28 de Janeiro de 1975) é um lutador de wrestling profissional norte-americano. Trabalha na Total Nonstop Action Wrestling e no circuito independente com o ring name Shark Boy. Na TNA em 2010 passou a executar as funções de produtor e árbitro em house shows.

## Carreira no wrestling
- Heartland Wrestling Association (1997)
- Independent Wrestling Association (1997-1998)
- World Championship Wrestling (1999-2002)
- World Wrestling All Stars (2002)
- Total Nonstop Action Wrestling (2002–Presente)

### Pré-carreira
Roll começou a treinar a Outubro de 1995, com os seus vinte anos. O seu treinador na altura era Les Thatcher. Estreou-se a 3 de Maio de 1997 na Heartland Wrestling Association, combatendo como o mascarado El Piranha.
Mais tarde no mesmo ano, estreou-se na Independent Wrestling Association Mid-South (IWA-MS), onde desenvolveu a personagem animada Shark Boy, inspirada numa canção de 1995 chamada “I Come From A Water” cantada pelos Toadies. Em 1999 , tornou o nome “Shark Boy” numa marca registada. Em 1998, Shark Boy recebeu mais atenção por parte dos media. Foi apresentado na American Broadcasting Company (ABC), num episódio da 20/20 com a participação especial dum wrestler professional, no Discovery Channel como parte do programa anual Shark Week e sobre um documentário produzido pela MTV intitulado de “True Life: I’m A Profissional Wrestler”.
Em 19 de Maio de 1999, lutou no segundo anual Brian Pillman Memorial Show, derrotando Matt Stryker, Tarek The Great e Chip Fairway num torneio e recebendo um troféu. Depois do combate , vários lutadores da World Championship Wrestling (WCW) e World Wrestling Federation (WWF), incluindo Al Snow, Mankind e D’Lo Brown, entraram no ringue e levantaram Shark Boynos seus ombros. Também lutou nas edições de 1998, 2000 e 2001. Como resultado da fama adquirida pelas aparições na TV e no Brian Pillman Memorial Show, juntamente com o seu conjunto de fãs, Shark Boy, assinou um contrato pela WCW em 1999. Fez diversas aparições no WCW Saturday Night no WTBS antes de acabar contrato seis meses depois, no início de 2000.

### World Wrestling All-Stars (WWA) – 2002
Em Fevereiro de 2002, competiu para a WWA, no PPV Revolution, em Las Vegas. Esteve no 1º combate do PPV, um 6-Man Cruiserweight Survival. Neste combate estavam também AJ Styles, Christopher Daniels, Low Ki, Tony Maramaluke e Nova. Ele foi o 1º a ser eliminado e o vencedor foi Nova.
Em Novembro de 2002, Shark Boy participou numa tour pela Europa com a WWA. No PPV Retribution, em 6 de Dezembro de 2002, derrotou Frankie Kazarian. Durante todo o resto do mês de Dezembro, participou numa tour com a Xtreme Pro Wrestling (XPW) onde tinha amizades memoráveis com Kaos, Tracy Smothers, Juventud Guerrera e Jerry Lynn.
Em 7 de Março de 2004, abriu uma escola de Pro Wrestling em Ohio, chamada “The Shark Tank”. Os estagiários mais notáveis foram Dustin Thomas, Tom Bellman, Darrell Hazel, Jerrod Ocidente, Todd Mullins, Ed Gonzales, Donny Redd, Scary Garry, Jake Omen e Tony X.

### Total Nonstop Action (TNA) – 2002 até hoje
Estreou-se em 2002 e foi pintado a spray pela Team Pacman. Em 2008, fez o seu regresso à TNA após uma breve interrupção  em que ficou no coma depois de sofrer várias emboscadas e trocou a sua gimmick para uma de paródia sobre Stone Cold Steve Austin. Chegou mesmo a beber “Clam Juice” (uma referência para a famosa cerveja de Steve Austin) no ringue, depois dos seus combates. Com a nova gimmick, ocasionalmente fazia equipa com Curry Man, de modo a criarem uma tag team cómica. Fez sucesso de uma forma geral. Depois desta mudança de gimmick começou a falar ao microfone, a ter tempo de antena, algo que não tinha feito antes.
Participou no combate TerrorDome da TNA no dia 10 de Maio, mas foi derrotado por Kaz. Por causa desse combate, saiu lesionado, e regressou ao backstage episódio de 17 de Julho do Impact. Regressou oficialmente aos ringues na edição de 5 de Fevereiro do Impact, perdendo para o estreante Brutus Magnus, numa autêntico humilhação.

## Títulos e prêmios
- Atlantic Pro Wrestling
  - APW Junior Heavyweight Championship (2 vezes)
- Buckeye Pro Wrestling
  - BPW Heavyweight Championship (2 vezes) [2][3]
  - BPW Tag Team Championship (2 vezes) – com Cody Hawk
- Eastern Pro Wrestling
  - EPW Tag Team Championship (1 vez) – com Rocco Abruzzi
- Hardkore Championship Wrestling
  - HCW Heavyweight Championship (1 vez)
  - HCW Incredible 8 Tournament Winner (1 vez)
- Heartland Wrestling Association
  - HWA Cruiserweight Championship (4 vezes)
  - HWA Heavyweight Championship (1 vez)
- Independent Wrestling Association Mid-South
  - IWA Mid-South Light Heavyweight Championship (1 vez)
  - IWA Mid-South Television Championship (1 vez)
- Main Event World League
  - MEWL Cruiserweight Championship (1 vez)
- Mid-West Wrestling Connection
  - MWWC Heavyweight Championship (1 vez)
- NWA East
  - NWA East Television Championship (1 vez)
- New Breed Wrestling Association
  - NBWA Heavyweight Championship (1 vez)
- New Era Pro Wrestling
  - NEPW Cruiserweight Championship (1 vez)
- Outros títulos
  - MWA Light Heavyweight Championship (1 vez)
  - PCW Heavyweight Championship (1 vez)
  - RAW Cruiserweight Championship (1 vez)
  - WPL Cruiserweight Championship (1 vez)
- Wrestling Observer Newsletter awards
  - Worst Worked Match of the Year (2006) TNA Reverse Battle Royal no Bound for Glory